# Die volle Wahrheit
Die volle Wahrheit (Originaltitel: The Truth) ist der fünfundzwanzigste Scheibenwelt-Roman von Terry Pratchett aus dem Jahr 2000. Ort der Handlung ist Ankh-Morpork. Die volle Wahrheit gehört zu den Kultur-Geschichten und führt die Figur William de Worde als Protagonist ein. Er ist der Begründer der „Times“, der ersten Tageszeitung der Stadt. In späteren Romanen wird seine erste Reporterin Sacharissa die freie Presse häufiger repräsentieren als William. Probleme des investigativen Journalismus bei der Aufdeckung einer komplizierten Verschwörung gegen Lord Vetinari geben den frisch gebackenen Medienprofis reichlich Schreibstoff. Die Ankh-Morpork-Stadtwache spielt nur eine Nebenrolle und wird immer aus der Reporter-Perspektive William de Wordes beschrieben. Die offizielle Einführung der Druckerpresse durch Gunilla Gutenhügel persifliert nominell den historischen Johannes Gutenberg.

## Handlung
Wieder einmal will der alte Adel Ankh-Morporks den Patrizier Lord Vetinari loswerden. Mit Hilfe eines Doppelgängers soll dessen geistige Gesundheit in Frage gestellt werden. Dazu engagieren sie das auswärtige Verbrecherduo Herr Nadel und Herr Tulpe – die „Neue Firma“ – für diesen Plan.
Der zufällige Zusammenstoß zwischen dem Berufsschreiber William de Worde mit dem Auftragsdrucker Gunilla Gutenhügel markiert die Geburtsstunde der Ankh-Morpork Times, der ersten Zeitung der Stadt. Der Zwerg Gunilla Gutenhügel ist soeben in die Stadt gekommen, um auf dem schweren Weg Blei zu Gold zu machen. Bis zu diesem Moment hatten die Zauberer in der Stadt das Drucken streng verboten. Mit der willkürlichen Benennung von William de Worde zum Alleinverantwortlichen des Projekts, erhält das Drucken vom Patrizier eine offizielle Genehmigung auf Probe.
William hatte bisher seinen Lebensunterhalt damit verdient, einmal im Monat für je 5 Dollar einen Nachrichtenbrief an prominente auswärtige Persönlichkeiten zu verschicken. Nun sieht er sich mit dem Problem konfrontiert, jeden Tag ausreichend Neuigkeiten zu finden, um eine Ausgabe der Times zu füllen. Schnell lernt er, dass als Nachricht gilt, was in der Zeitung steht. Nachdem er mit Hilfe der Grässlichen Gruppe die Verkaufslogistik organisiert hat, stellt er weitere Leute ein, die recherchieren und schreiben können.
Der Zwischenfall im Palast, Vetinaris angebliche Messerattacke auf seinen Sekretär, stellt die erste ernste Bewährungsprobe für die freie Presse dar. Bei seiner Recherche gerät William ständig mit der Wache aneinander. Er störe die Ermittlungen, heißt es. Die Frage, vor wem er sein Tun eigentlich rechtfertigen müsse, steht offen und anklagend im Raum. Nachdem Wuffel, der Hund des Patriziers, per Bild, Artikel und Belohnungsversprechen in der Zeitung gesucht wird, entwickelt plötzlich auch die Neue Firma ein höchst unangenehmes Interesse an der Times. Das öffentliche Interesse an der Wahrheit gerät vollends unter Druck, als mit dem Ankh-Morpork-Kurier ein dubioses Konkurrenzblatt erscheint. Der Kurier verbreitet zwar nur gut erfundene Neuigkeiten, ist aber kapitalstark und arbeitet mit brutalem Preisdumping. Willam de Worde lernt schmerzhaft, dass die Leute tatsächlich alles für bare Münze nehmen, sobald es in einer Zeitung veröffentlicht wurde.
Letztendlich findet William tatsächlich heraus, was sich im Palast zugetragen hat. Er veröffentlicht die Wahrheit, aber nicht die volle Wahrheit, denn dummerweise stellt sich heraus, dass sein Vater, Lord de Worde, der Kopf der Verschwörerbande ist. Gewaltsam zwingt er den Alten, die Stadt für immer zu verlassen.

## Ausgaben
- Taschenbuch, Manhattan (Goldmann), 2001, ISBN 3-442-54518-8
- gekürztes Hörbuch, Sprecher: Dirk Bach, ISBN 3-89830-275-X
- ungekürzt als Download, Sprecher: Michael-Che Koch